# Littérature du XVIIe siècle
 (septembre 2015).

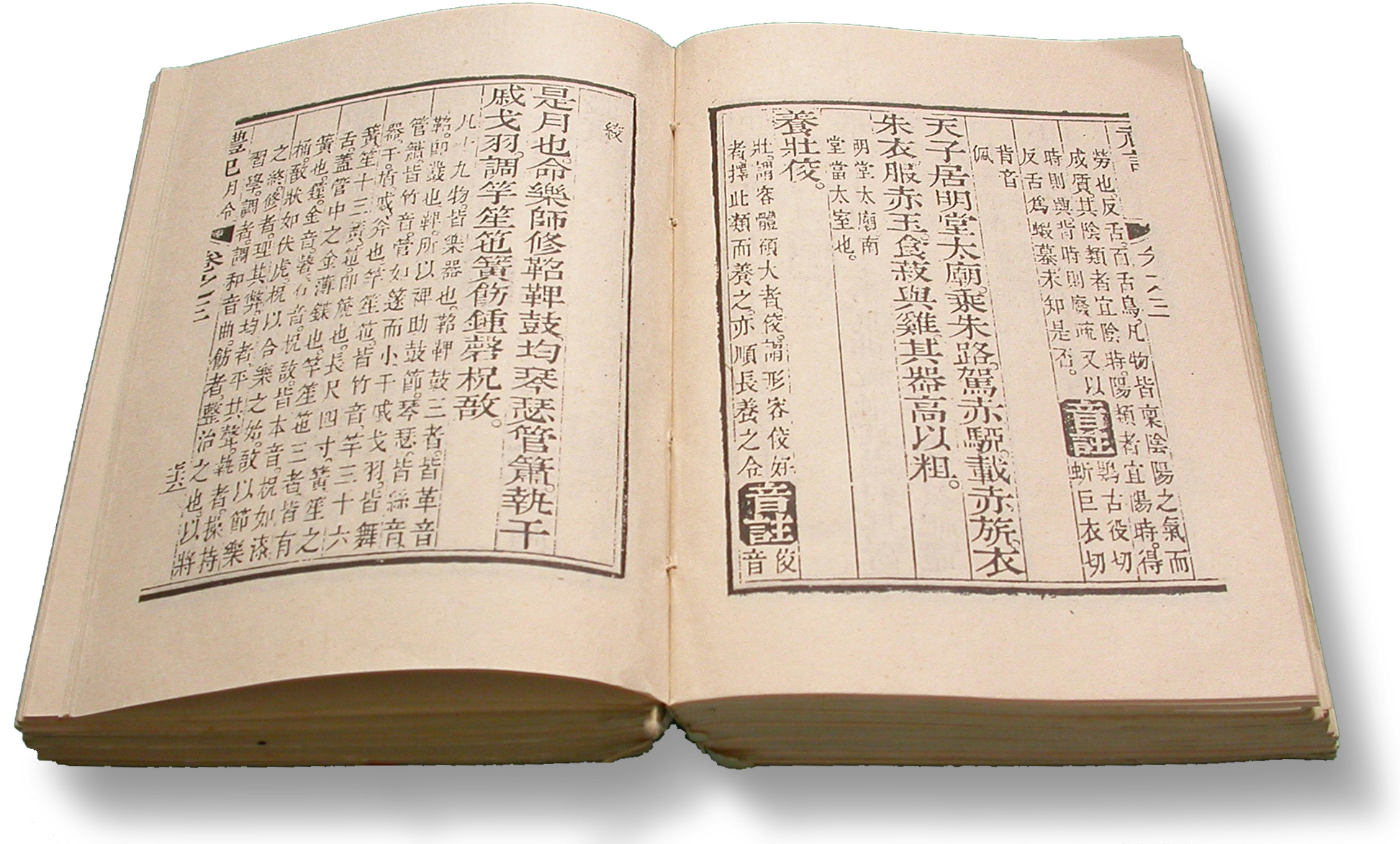
Utiliser dans le même article en bosniaque

Le XVIIe siècle est marqué en littérature par deux courants importants. L'un, plus long et paneuropéen est le mouvement baroque ; l'autre, plus spécifiquement français, est moins long ; c'est le classicisme. 
Enfin, en réaction à l'idéal classique naissant et sous l'influence de l'héritage humaniste apparaît aussi un mouvement très controversé mais dont l'influence est importante : le libertinage.

## Contexte historique
Le XVIIe siècle est représenté en France par le déclin de deux pouvoirs internes au pays : celui du protestantisme (siège de La Rochelle par Richelieu en 1628, révocation de l'Édit de Nantes en 1685) et celui des Grands du royaume (mise en place par Louis XIV de la monarchie absolue de droit divin).
La religion s'affirme. Après la Réforme protestante de Luther, affaiblie, après le désir de libre interprétation du divin, essoufflé, revient en force la culture chrétienne et biblique. Le XVIIe siècle est le siècle de Bossuet, de Pascal, du cardinal de Bérulle, de saint Vincent de Paul… Les théologiens se réaffirment et des querelles théologiques naissent entre les jésuites et les jansénistes…

## Mouvements artistiques

### La préciosité
Vers la seconde moitié du XVIIe siècle, un nouveau mode de vie, une nouvelle philosophie naît, c'est la préciosité. Les femmes, principalement, mais on compte aussi des hommes, s'opposant aux manières rustres du XVIe siècle, et plus particulièrement de la cour d'Henri IV (que l'on surnommait le « Vert Galant » à cause du grand nombre de ses aventures amoureuses), s'opposant aussi à la violence baroque, vont créer ce mouvement pudique et se voulant raffiné à l'extrême. 

### Le baroque
Les couleurs baroques sont vives, les actions sont violentes. Les plus fameux écrivains baroques sont William Shakespeare en Angleterre et Pierre Corneille en France. 
Le théâtre baroque, quant à lui, a pour caractéristiques : 
1. sa violence. En effet, bien que la violence d'une œuvre soit une appréciation personnelle, le baroque, comparé avec l'autre mouvement littéraire de ce siècle, le classicisme, peut être considéré comme violent. On y voit des meurtres, des suicides, des duels sur scène ;
2. son attrait pour l'illusion. Le monde baroque est constamment remis en question. La vérité est continuellement cachée. Le personnage se trompe sur les autres, mais aussi sur lui-même.

Le baroque est aussi présent dans la poésie. S'inspirant de Pétrarque, les poètes baroques ne sont plus pétrarquistes, comme les humanistes, mais néo-pétrarquistes. La poésie baroque se caractérise par : 
1. des thèmes pessimistes. Le monde néo-pétrarquiste est souvent noir ;
2. l'analyse de la passion. Les sentiments sont explorés, expliqués, décrits, analysés ;
3. l'intervention du mythe. Méduse, Prométhée, Médée reviennent souvent dans les œuvres baroques.

### Le classicisme français
Le classicisme est un mouvement à la fois typiquement français et relativement court. En effet, il dure pendant la première partie du règne de Louis XIV (1661-1685) pour s'étendre jusqu'à la première moitié du XVIIIe siècle comme le montrent par exemple les pièces de Voltaire, purs produits de l'esthétique classique. De la même manière que le baroque, la littérature classique s'inscrit dans l'ensemble d'un mouvement artistique. Le but premier de ce mouvement est de concevoir une harmonie dans les approches esthétiques. À cette époque, les écrivains doivent donc se plier à des règles bien précises.
Le classicisme désigne aussi l'art et la littérature de la France à partir des années 1660, alors que Louis XIV est le monarque absolu du royaume. S'adressant d'abord à l'intelligence, figurant l'ordre, la raison et l'équilibre, le classicisme illustre parfaitement l'autorité du roi qui en fait la base d'un art officiel. En fait, de manière plus générale, sont classiques les œuvres jugées dignes d'être enseignées en classe. Le respect des règles héritées des Grecs et des Romains, l'économie des moyens, le caractère mesuré opposent les œuvres classiques aux œuvres baroques basées sur l'abondance et l'émotion.

## Auteurs
Une formule mnémotechnique permet de se remémorer les auteurs les plus célèbres : « La corneille (Corneille) sur la racine (Racine) de la bruyère (La Bruyère) boit l'eau (Boileau) de la fontaine (La Fontaine) Molière (Molière).

### Baroque
- Agrippa d'Aubigné (Les Tragiques) ;
- Pedro Calderón ;
- Cervantes (Don Quichotte) ;
- Pierre Corneille (L'illusion comique) ;
- Luis de Góngora ;
- Baltasar Gracián ;
- Giambattista Marino ;
- Francisco de Quevedo ;
- William Shakespeare (Roméo et Juliette, Hamlet) ;
- Charles Sorel ;
- Lope de Vega ;
- Jean de Sponde (Essai de quelques poèmes chrétiens) ;
- Jean-Baptiste Chassignet ;
- Pierre de Marbeuf ;
- Honoré d'Urfé (l'Astrée).

## Les genres auXVIIesiècle

### La littérature d'idées
La littérature morale se transforme en satire sociale. Des genres nouveaux réapparaissent, comme les lettres, les maximes, les portraits… Les auteurs à retenir sont Descartes, Pascal, La Rochefoucauld, La Bruyère, La Fontaine,Molière.

### Le roman
Le roman apparaît dans la littérature comme un espace de liberté. Il est marqué par le merveilleux, le spectaculaire et l'excessif ; et, bien qu'il y ait aussi quelques romans comiques importants, on retrouve énormément d'histoires épiques. Charles Sorel et Madame de La Fayette sont des romanciers représentatifs du XVIIe. Ce dernier roman est qualifié de roman d'analyse pour justement l'analyse précise et exhaustive de la psychologie du personnage de la princesse de Clèves qui nous informe de ses ressentis ainsi que de ses sentiments

### La poésie
Durant le mouvement baroque, celle-ci s'est imprégnée d'images surprenantes (Malherbe). Puis la doctrine classique, qui réforme ensuite la langue française, est instaurée.

### Le théâtre
Au siècle classique, de nouvelles règles sont instaurées (la règle des trois unités  ; l'unité d'action visant à supprimer les intrigues secondaires et à se concentrer sur la principale ; l'unité de temps, la durée de représentation doit coïncider avec la durée de l'action représentée sauf dans le théâtre baroque ; l'unité de lieu, l'action doit dans un lieu unique)  et rendent le théâtre moins libre. La comédie et la tragédie prennent alors une place très importante dans la société, et des dramaturges comme Molière "Don Juan", Corneille "Le Cid" ou Racine se font connaître au sein de la société.